# Dolma

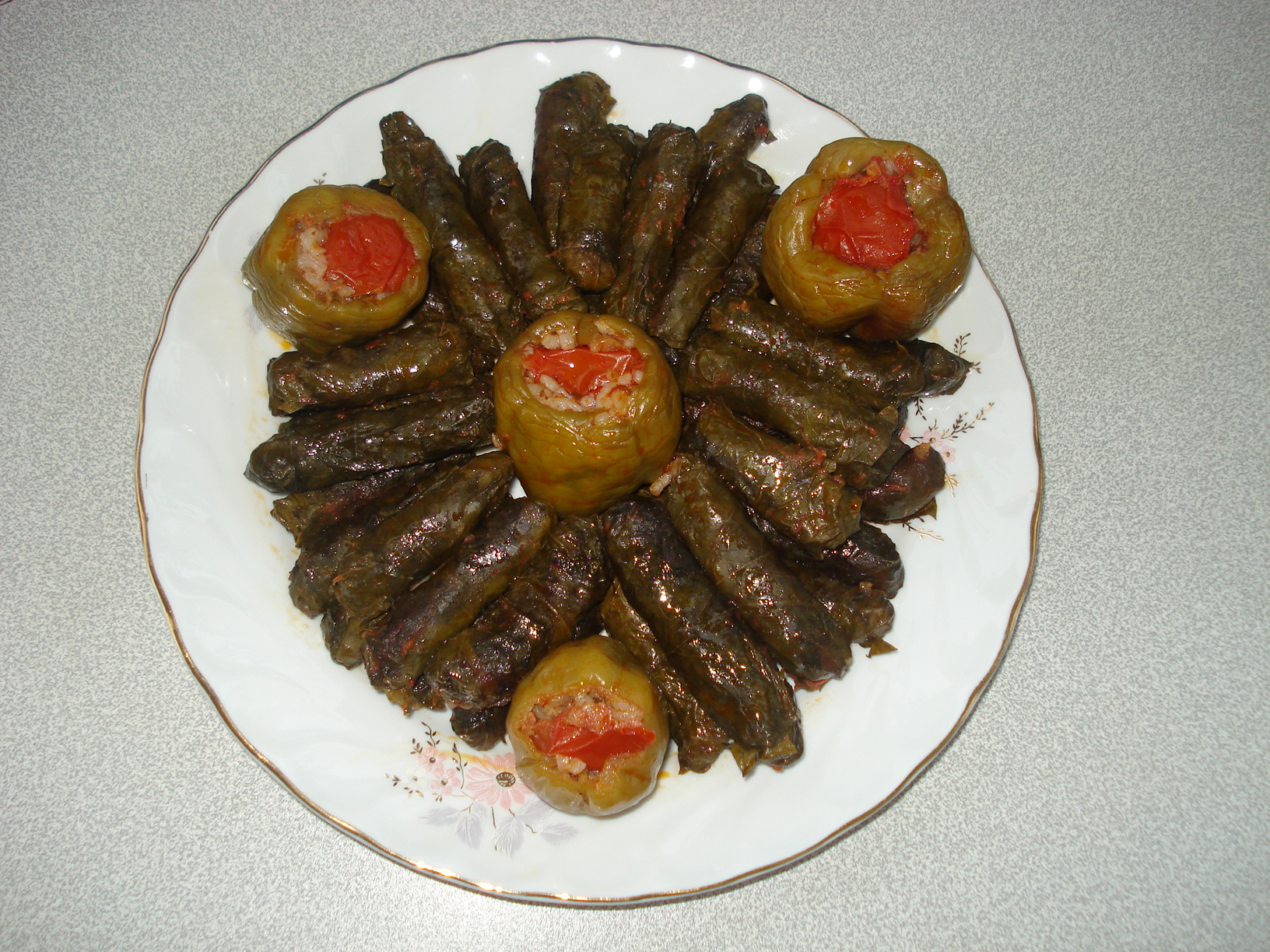
Biber Dolma (de pebrot tipus dolma biber) i Yaprak sarma (de fulles de vinya) en un mateix plat.

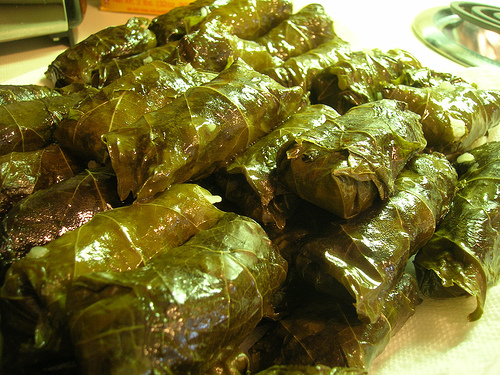
Tolma d'Armènia rotllets de fulles de vinya farcits d'arròs

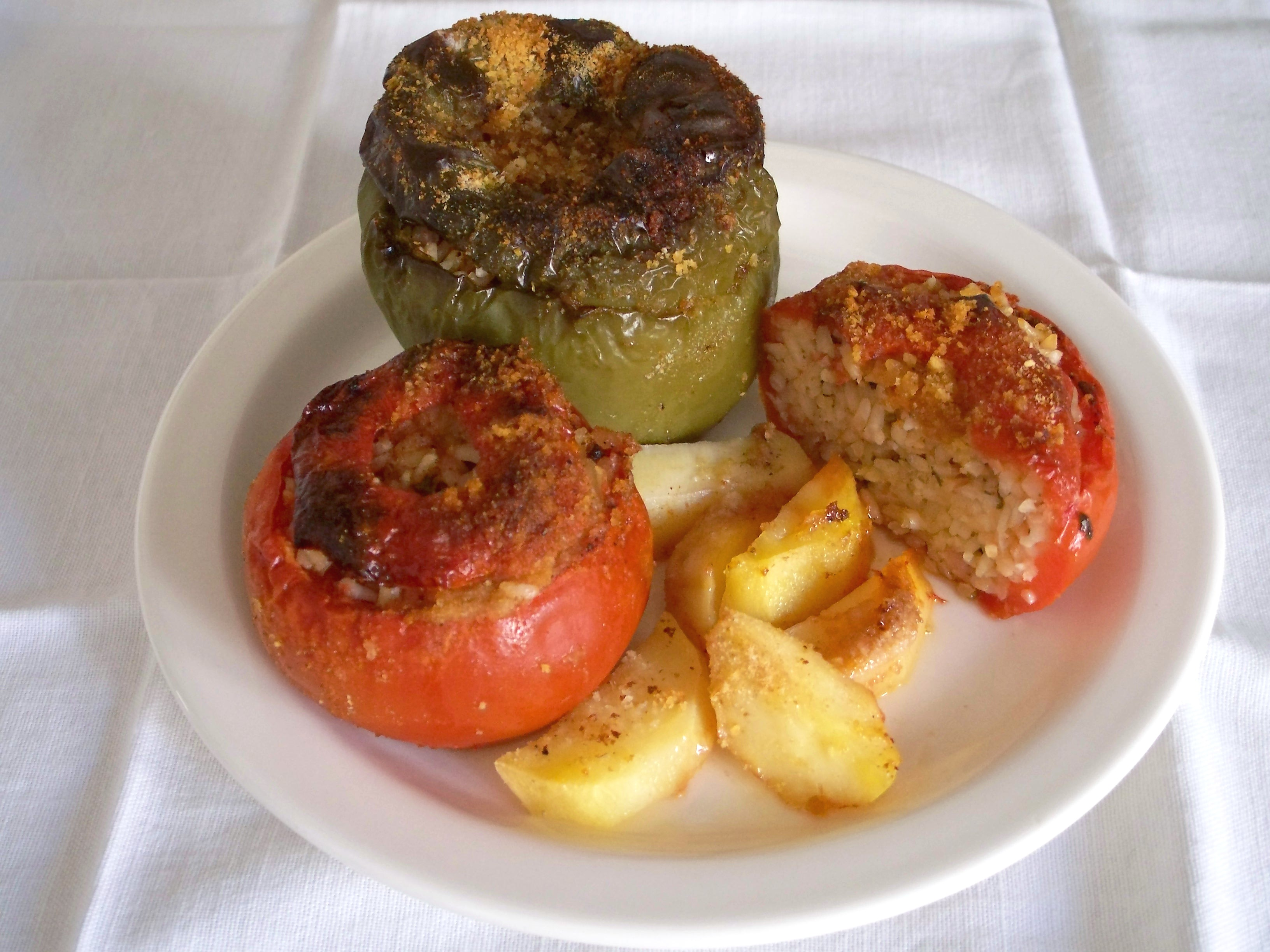
Gemistà: tomàquets i pebrots farcits d'arròs

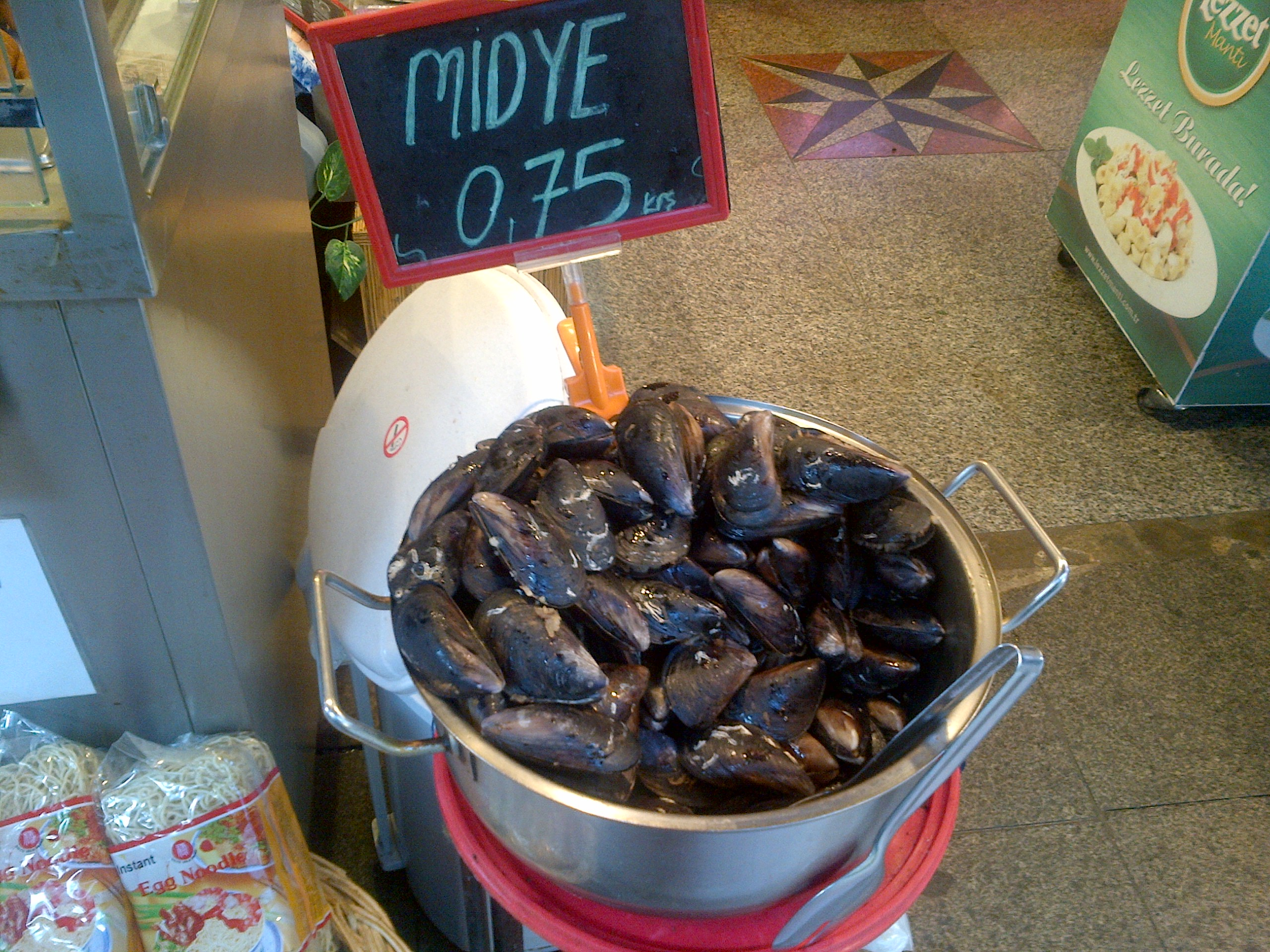
Midye dolma

Les dolma (turc) o dolmades són una família de plats, comuns als països de l'antic Imperi Otomà (vegeu cuina otomana), basats en verdures farcides, com rotllets de fulles de vinya farcits d'arròs amb fruits secs i espècies, o tomàquets, pebrots, esbergínies, o carbassons al forn farcits d'arròs, carn picada i espècies, o altres menes de farciments.
Tant el plat com la paraula dolma són d'origen turc i significa simplement farcida.
A Turquia es fan dolmas tant de les verdures com pebrots, albergínies, carbassons, cebes, etc., com d'alguns mariscs com cholgas i calamars, i de flors. Per altra banda, a Grècia dels tomàquets o pebrots farcits en diuen gemistà (γεμιστά).